# Тыбъю (приток Сысолы)
Тыбъю или Тыбью (устар. Тыбь-Ю) — река в России, течёт по территории Койгородского района Республики Коми. Устье реки находится в 232 км по левому берегу Сысолы, на высоте 102 м над уровнем моря. Длина реки составляет 73 км.

## Притоки
- 21 км: Чуим (пр)[6][7];
- 30 км: Чепляна (пр)[6][7];
- 41 км: река без названия (пр)[6];
- 50 км: река без названия (пр)[6].

## Данные водного реестра
По данным государственного водного реестра России относится к Двинско-Печорскому бассейновому округу, водохозяйственный участок реки — Вычегда от истока до города Сыктывкар, речной подбассейн реки — Вычегда. Речной бассейн реки — Северная Двина.
Код объекта в государственном водном реестре — 03020200112103000019225.